# Metopilio horridus
Metopilio horridus is een hooiwagen uit de familie Sclerosomatidae.